# Otto Zießler
Otto Zießler (* 14. Dezember 1879 in Dittersbach; † 12. Februar 1954 in Bremen) war ein Maurer und Bremer Politiker (SPD).

## Biografie
Zießler besuchte die Volksschule und erlernte den Beruf eines Maurers, in dem er bis 1912 arbeitete. Von 1913 bis 1916 war er als Kassierer der Bremer Bürgerzeitung beschäftigt. 1919 verdiente er sich seinen Lebensunterhalt wieder als Maurer und er war zugleich von 1919 bis 1923 Übersetzer der Bremer Arbeiterzeitung.
Politik
Zießler wurde 1904 Mitglied der Gewerkschaft und der SPD. Von 1906 bis 1913 war er Vorsitzender eines SPD-Distrikts in Bremen. Er war Mitbegründer der Konsumgenossenschaft Vorwärts in Bremen. Spätestens ab 1915 diente er als Soldat im Ersten Weltkrieg (Infanterie-Regiment Nr. 23) und war von 1916 bis 1919 britischer Kriegsgefangener.
Nach dem Ersten Weltkrieg war er von 1919 bis 1922 vorübergehend Mitglied und Distriktsführer in der USPD sowie von 1920 bis 1921 für die USPD und 1927 bis 1930 für die SPD Mitglied der Bremischen Bürgerschaft.